# Satélite Morelia
Satélite Morelia är en ort i Mexiko.   Den ligger i kommunen Acacoyagua och delstaten Chiapas, i den sydöstra delen av landet, 800 km sydost om huvudstaden Mexico City. Satélite Morelia ligger 315 meter över havet och antalet invånare är 138.
Terrängen runt Satélite Morelia är varierad. Runt Satélite Morelia är det ganska tätbefolkat, med 96 invånare per kvadratkilometer. Närmaste större samhälle är Acacoyahua, 5,0 km söder om Satélite Morelia. Omgivningarna runt Satélite Morelia är en mosaik av jordbruksmark och naturlig växtlighet.